# Église Sainte-Parascève-Vendredi-au-Marché
Pour les articles homonymes, voir Église de la Sainte-Parascève.
L'église Sainte-Parascève-Vendredi-au-Marché (en russe : Церковь Параске́вы-Пя́тницы на Торгу) appartient au complexe architectural de la Cour de Iaroslav à Veliki Novgorod. Le nom de Parascève-Vendredi est celui d'une sainte d'origine balkanique et russe ,. Le jour du vendredi fait référence au vendredi saint.

## Caractéristiques
C'est une église à croix inscrite à trois nefs, quatre piliers, un seul dôme, trois absides (dont deux à l'intérieur).
C'était l'église patronale de la corporation des marchands de l'ancienne Novgorod. La patronne de ces marchands était Sainte-Parascève-Vendredi. Le marché de Novgorod se tenait le vendredi.

## Histoire
La première église en bois a été construite sur l'emplacement de l'église actuelle en 1156 par des marchands d'outre-mer. Cette terminologie désigne des marchands de Novgorod commerçant avec l'étranger, au-delà des mers. C'est ce qui explique les éléments décoratifs d'origine germanique et la structure même de l'église.

En 1191 , un certain Constantin et son frère édifièrent une nouvelle église en bois sur le même emplacement et portant le même nom. Des chroniques plus tardives racontent qu'en 1207, la construction d'une église en pierre est réalisée à nouveau par des marchands d'outre-mer.
L'église a été reconstruite à plusieurs reprises. Ainsi en 1345, à la suite d'un incendie elle a été sérieusement modifiée. Au XVIe siècle, à l'initiative de marchands moscovites, elle a été à nouveau rénovée. Toutefois, l'église a conservé suffisamment de caractéristiques propres pour se présenter encore aujourd'hui en grande partie sous sa forme originelle.

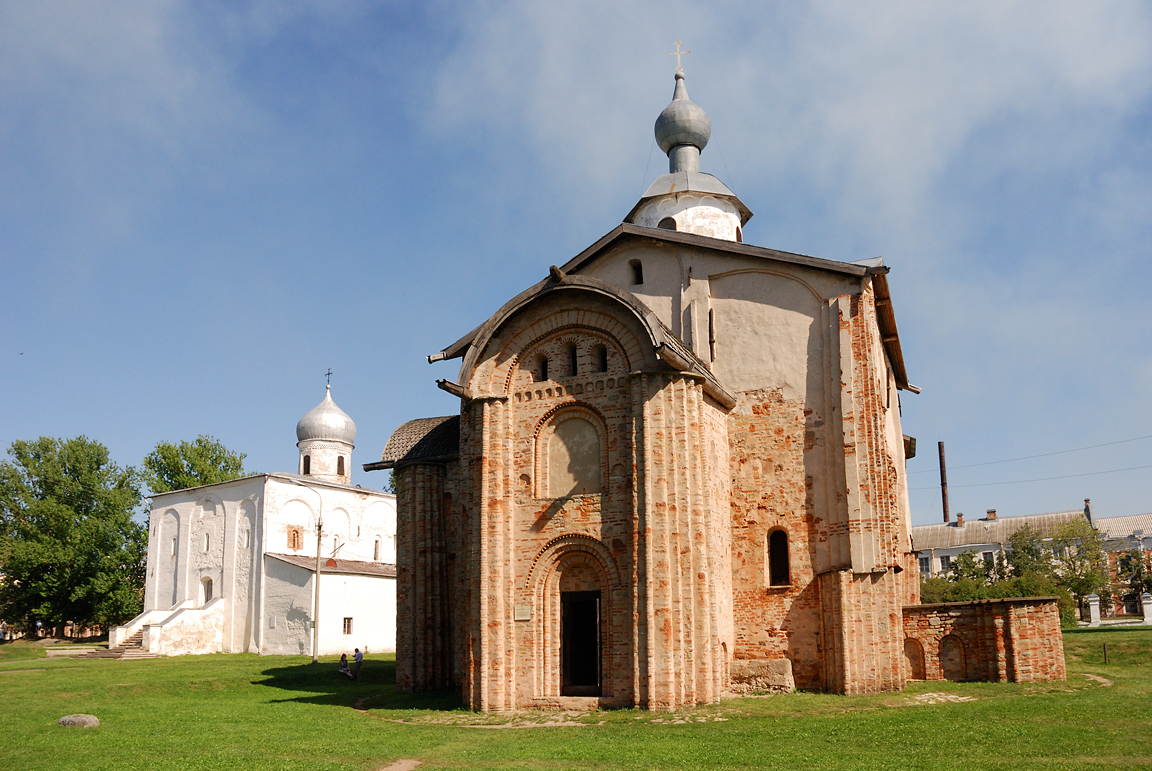
Vue de l'ouest

La dernière restauration a duré 50 ans : elle a débuté en 1954 et s'est terminée au début du XXIe siècle. Elle a permis d'installer dans l'église un musée de l'histoire de l'architecture de Novgorod.
Quelques parties du bâtiment, dont la forme de l'abside et les pilastres verticaux des façades, ont des caractéristiques architecturales similaires aux édifices anciens de Smolensk. Les recherches en ce domaine ont permis d'établir que l'église de Parascève-Vendredi, non seulement pour des détails mais pour l'ensemble de son architecture, reproduit l'image d'une église de la fin du XIIe siècle de Smolensk : l'église Saint-Michel-Archange.
Cela s'explique par les liens commerciaux et culturels qui existaient entre le centre de la Rus' de Kiev et Novgorod. La ville de Smolensk se trouve à peu près à équidistance de Kiev et de Novgorod (500 km).
La comparaison des architectures des deux édifices permet de supposer que la partie supérieure de l'église de Novgorod a ressemblé davantage autrefois à son modèle de Smolensk mais qu'elle a subi des transformations répétées du fait de divers incendies et rénovations dont les archives conservent les traces écrites.
L'aspect actuel de l'église date de la dernière restauration d'après guerre. Elle sert depuis lors de musée.